# Balkon

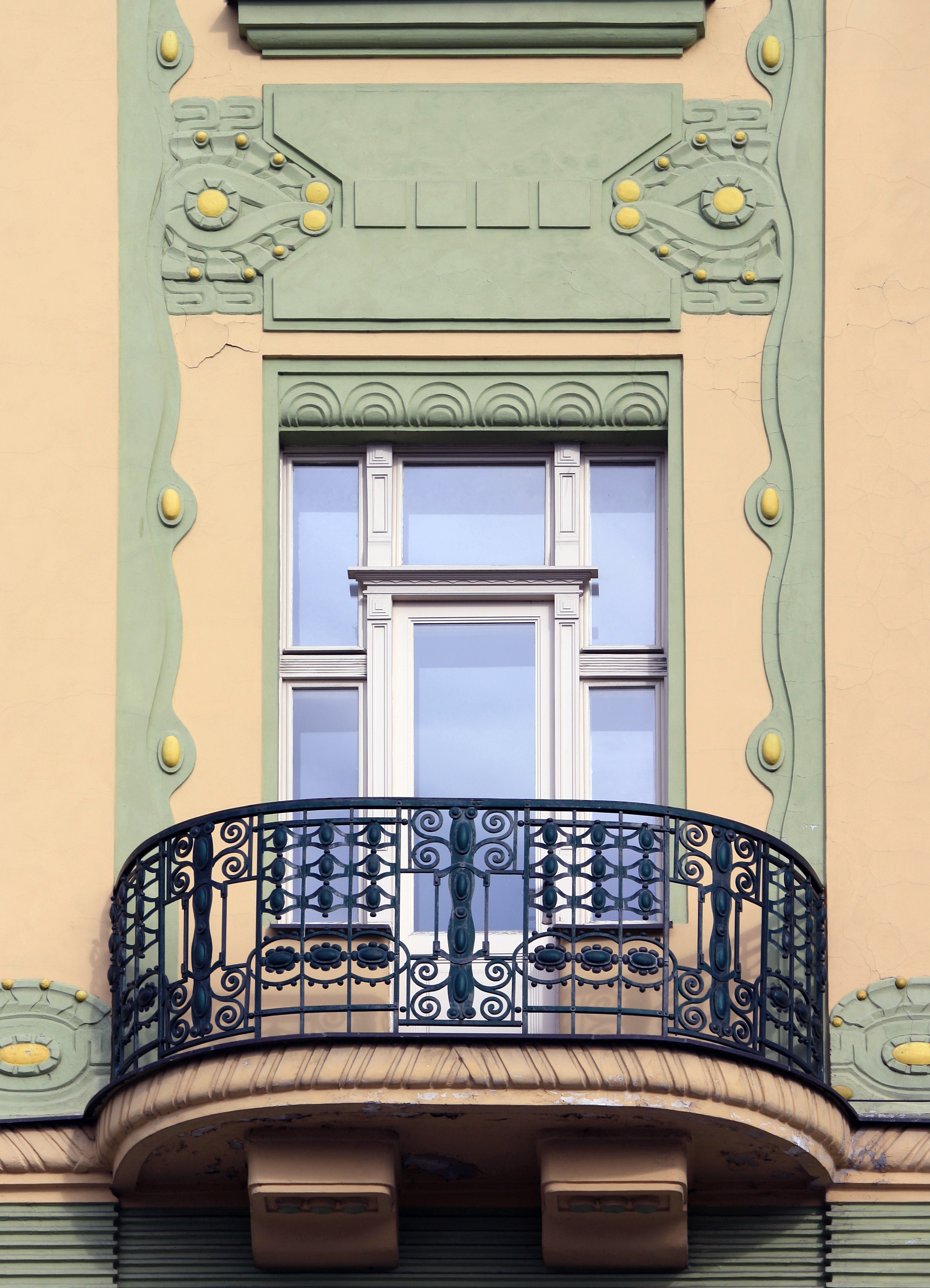
Balkon w kamienicy

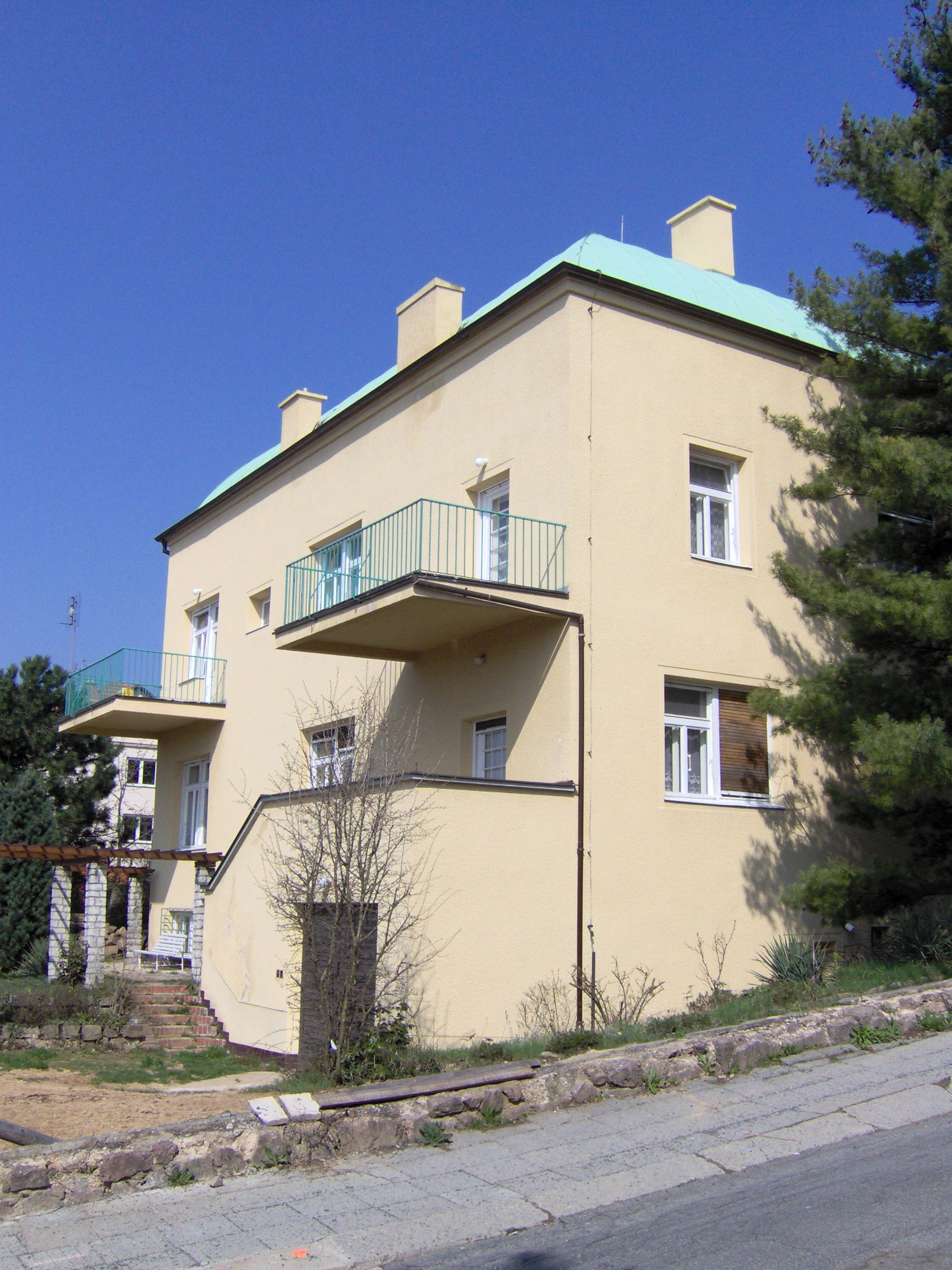
Balkony w domu jednorodzinnym (XX w.)

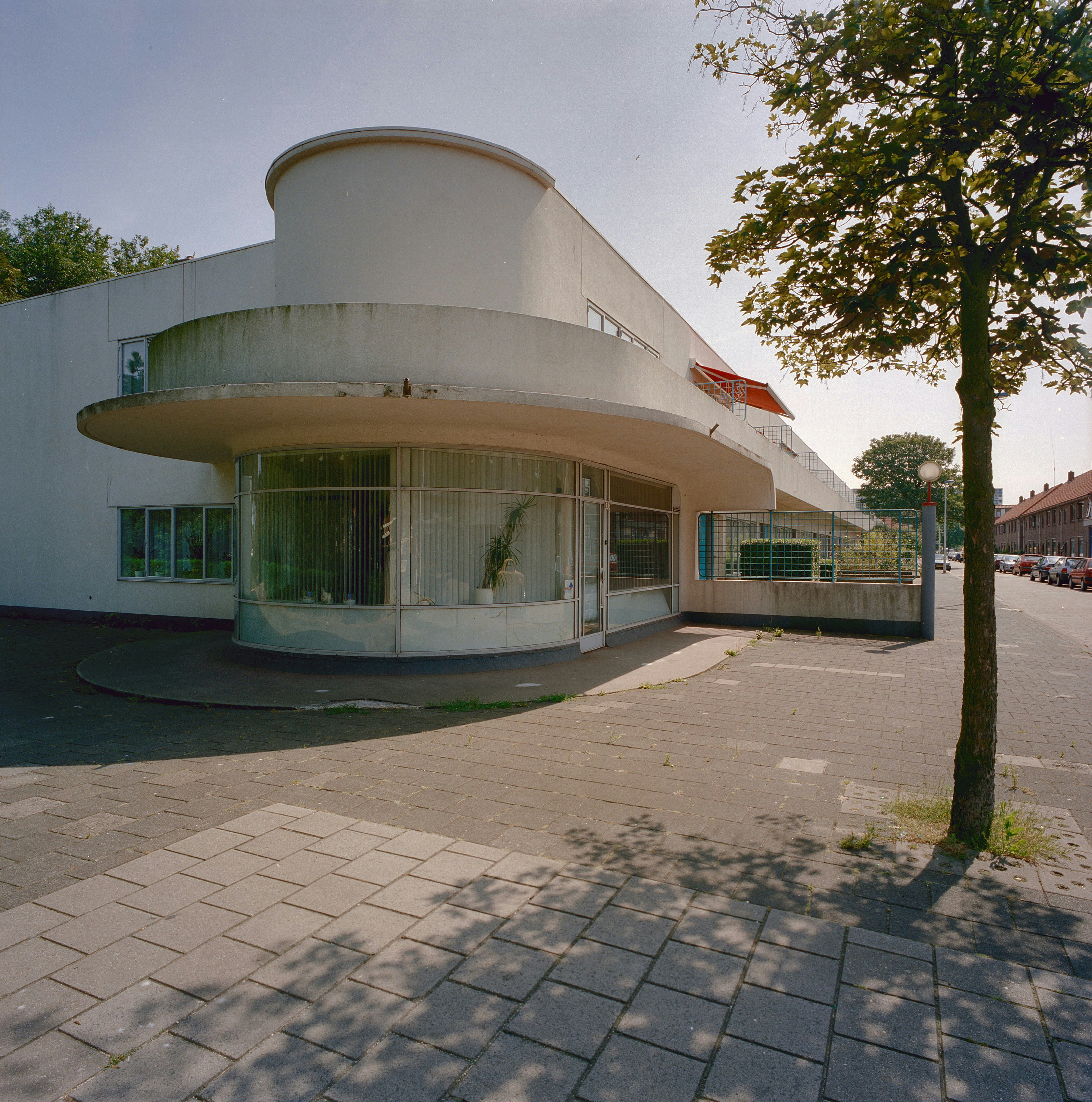
Balkon o długości całego budynku mieszkalnego. Architekt J.J.P. Oud: Modernistyczne osiedle Hoek van Holland w Rotterdamie, 1927. W całkowicie przeszklonych salonach są zarówno mieszkania jak i sklepy. Po remoncie konserwatorskim szyby ze szkła giętego zostały odsłonięte i nie są już zamalowane na dole.

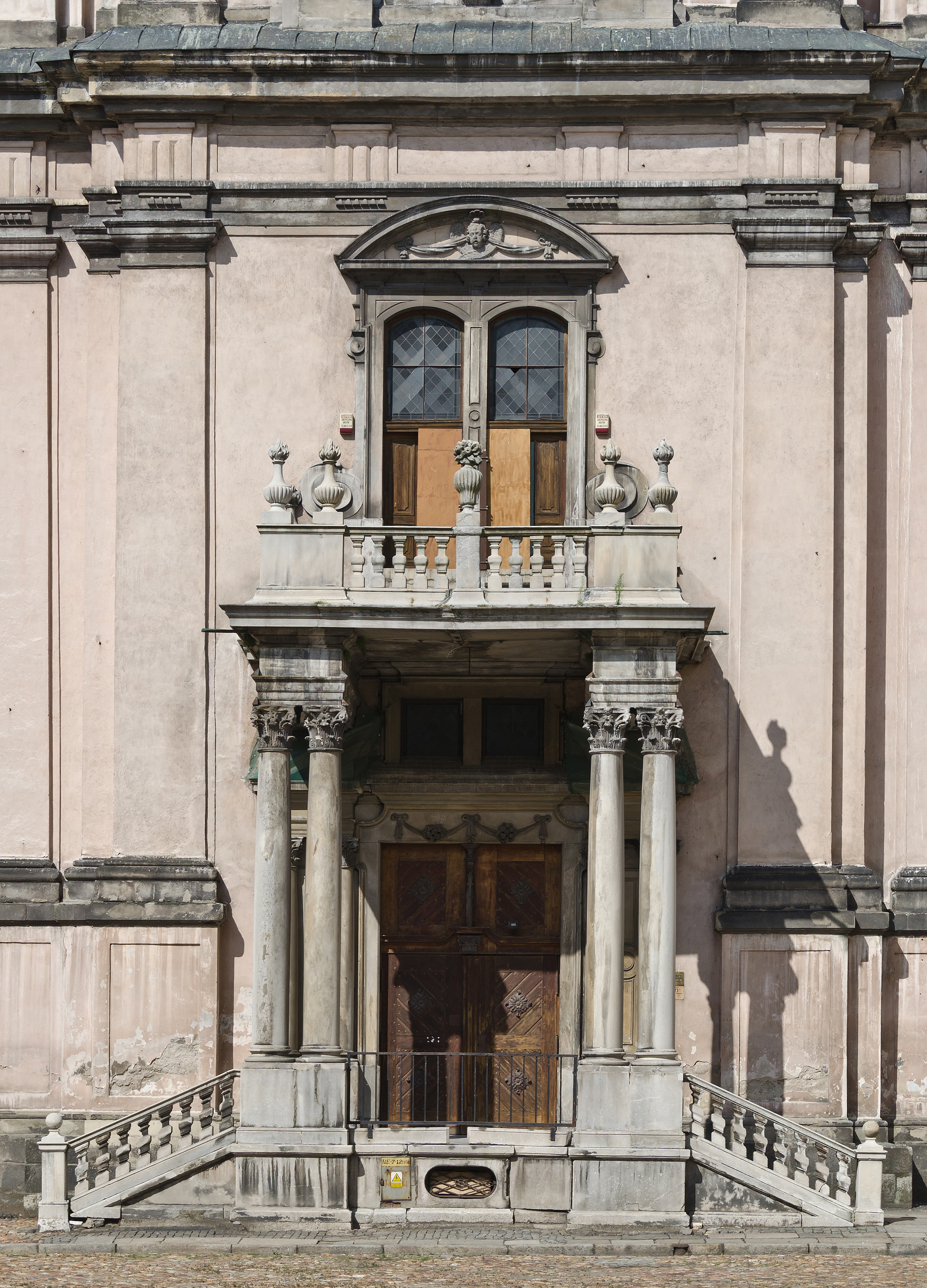
Balkon nad wejściem do kościoła w Nysie

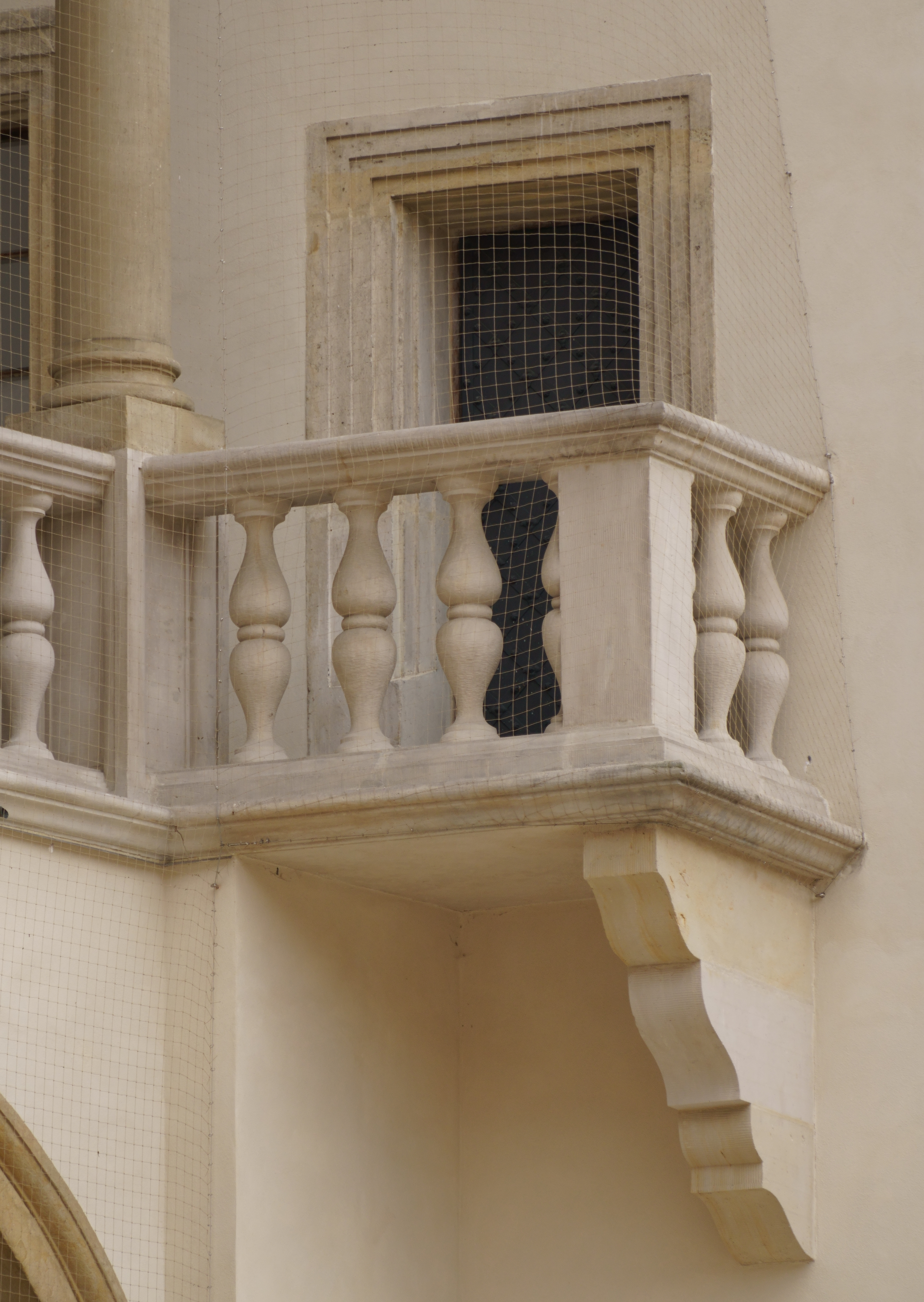
Kraków. Krużganki na Wawelu. Balkon

Balkon – element architektoniczny budynku, nadwieszony, posiadający formę otwartą. Stanowi część składową lokalu (mieszkania) i zazwyczaj powiązany jest z pomieszczeniem reprezentacyjnym. Jest to przestrzeń użytkowa – umożliwiająca lepszy, wzrokowy kontakt z otoczeniem i rekreacyjna – stanowiąca połączenie wnętrza budynku z zewnętrzem, będąca namiastką „zielonej izby” lub tarasu.
Oprócz funkcji typowo użytkowej balkon spełnia również funkcję dekoracyjną. Zastosowanie ozdobnych wsporników i balustrad wpływa na wzbogacenie formy elewacji, a wysunięcie płyty balkonowej przed lico ściany i związane z tym światłocienie – na plastyczność całej bryły. Balkony i loggie sygnalizują treść budynku i podkreślają jego mieszkalny charakter.
Balkony stosowane były już w starożytności, ich ślady odnaleziono w budynkach znajdujących się w Pompejach czy Ostii. Stosowane w architekturze średniowiecznej, renesansowej. W okresie baroku stosowane w pałacach, w późniejszym okresie stały się charakterystyczne dla budownictwa mieszkaniowego.

## Materiał
Najstarsze balkony wykonywane były zwykle z drewna lub z kamienia, od XIX wieku do ich konstrukcji zaczęto stosować żeliwo, a następnie stal i beton.

## Konstrukcja
Balkon składa się z płyty balkonowej, która może być oparta na ozdobnych wspornikach takich, jak na przykład konsole czy atlanci. Wokół płyty balkonowej umieszczona jest pełna lub ażurowa balustrada.
Współczesny balkon stosowany w budownictwie mieszkaniowym składa się zwykle z zawieszonej wspornikowo płyty żelbetowej o szerokości do 1,50 metra (możliwe są większe szerokości przy zastosowaniu odpowiednich rozwiązań budowlanych), która może być wsparta na wystających ze ściany belkach stalowych lub żelbetowych i ograniczona balustradą wysokości 0,90–1,1 metra. Do wnętrza mieszkania prowadzą drzwi balkonowe. Zgodnie z polskim prawem budowlanym – warunkami technicznymi dla budynków – balkony umieszcza się na wysokości co najmniej 2,4 metra nad chodnikiem. Ze względów bezpieczeństwa obecnie w budynkach wysokich i wysokościowych stosowanie balkonów powyżej 25 metrów jest niedopuszczalne.

## Balkon w sztuce

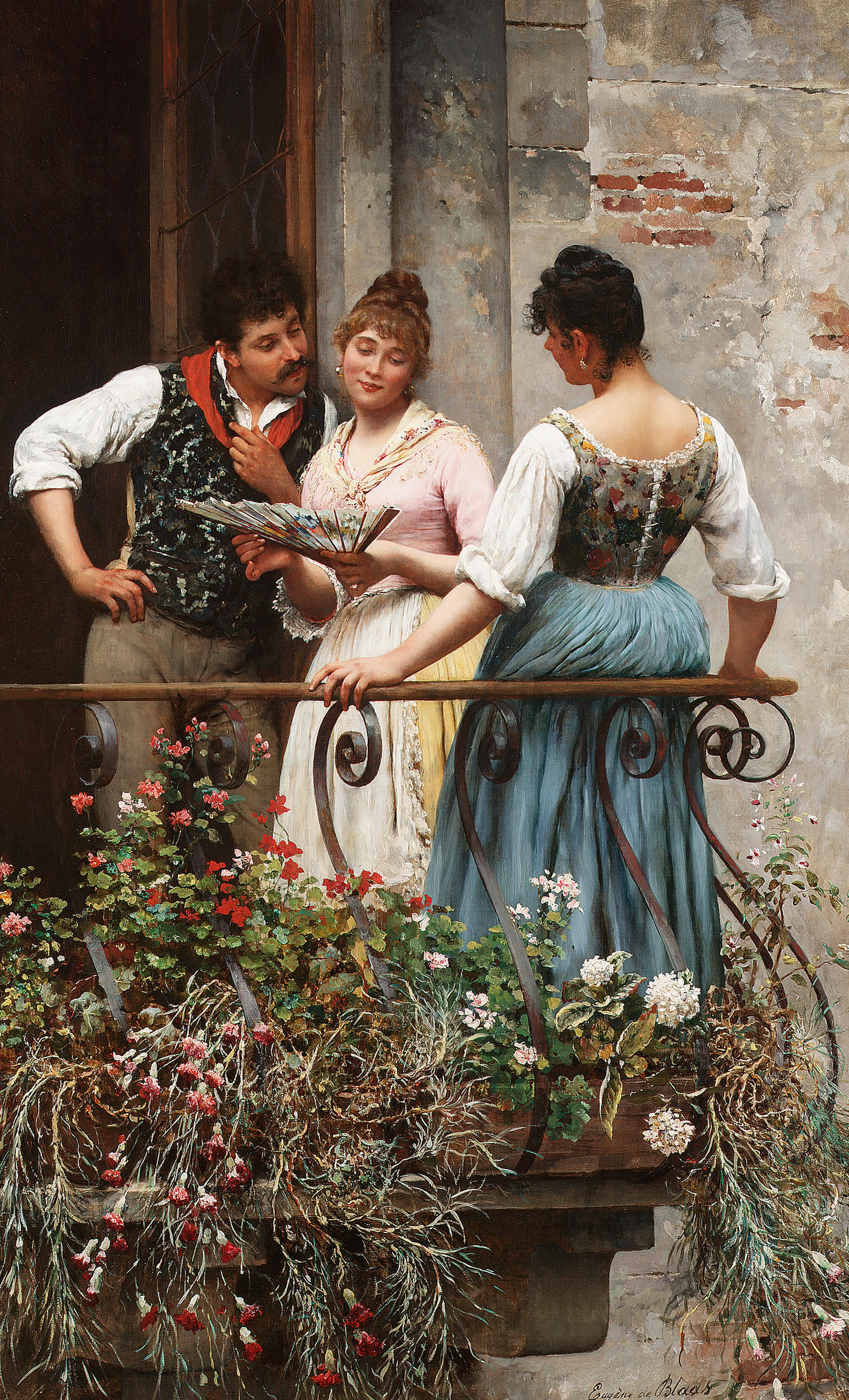
Ulubiony wachlarz, obraz pędzla Eugene de Blaasa,1889.

- obraz:

„Balkon” Édouarda Maneta
„Majas na balkonie” Francisca Goi
- powieść:

„Mannen på balkongen” Maj Sjöwall i Per Wahlöö (przekład polski „Mężczyzna na balkonie”)
- teatr:

scena balkonowa z dramatu „Romeo i Julia” Williama Szekspira
„Balkon” – sztuka francuskiego dramatopisarza Jeana Geneta
- film:

„The Balcony” („Balkon”), reżyseria Joseph Strick, USA, 1963
„Sommer vorm Balkon”, reżyseria Andreas Dresen, Niemcy, 2004